# Роман Полански
Роман Полански (Полянски) (на полски: Roman Polański), с рождено име Раймунд Роман Тиери Полянски (на полски: Rajmund Roman Thierry Polański) е полско-френски филмов режисьор, актьор, сценарист и продуцент от еврейски произход. Филмовите му постижения го нареждат сред най-добрите творци в световната кинематография и му носят редица престижни награди, включително Оскар, Златна палма, Златна мечка, BAFTA, Сезар и Златен глобус.
Става известен още като студент в Лодзкото филмово училище. Неговият късометражен филм „Dwaj ludzie z szafą“ печели медал на световното изложение в Брюксел през 1958 година. Първият му пълнометражен филм „Nóż w wodzie“ от 1962 година получава номинация за Оскар, за най-добър чуждоезичен филм.

## Биография
Роден е на 18 август 1933 г. в Париж като Раймунд Роман Тиери. Син на художника Мойжеш Лайблинг и Буля Катз-Пшедборска. Бащата на Роман е поляк с еврейско потекло, а майка му е с руски корени, баща ѝ бил евреин, а майка ѝ – католичка. През 1936 г. Полански заедно с баща си, майка си и сестра си, се местят в Краков. Това трябвало да ги спаси от застрашаващите ги антисемитски настроения във Франция. Заживели в кооперация на ул. „Коморовска“ 9. Най-много мотиви, от този период от живота му, Полански използва във филма „Китайски квартал“ (Chinatown).
След избухването на Втората световна война цялото семейство попада в краковското гето, делейки жилище с четири, а понякога и пет други семейства. Майката на Роман работи като чистачка в замъка Вавел, превърнат тогава в седалище на главния губернатор, Ханс Франк. През 1941 г. е преместена в Аушвиц, където загива в газова камера. Тогава е била бременна. По същия начин умира и бабата на Полански. Единствено бащата и сестрата на Роман успяват да оцелеят в лагера. След войната сестра му заживява в Париж и никога повече не иска да се връща в Полша.
Малкият Полански често успява да мине от другата страна на стената на гетото, благодарение на гъвкавостта си и нееврейския си външен вид. Това го научава на самостоятелност: осъществява контакти с поляци, набавя си необходимите неща, учи се как трябва да се държи като е от арийската страна. Полански живее заедно с баща си от към арийската част, когато става свидетел на началото на унищожаването на гетото през март 1943 г. Баща му успява да направи възможно бягството на Роман, а самият той с останалите жители на гетото се подготвя за въстание. Малкият Полански оцелява благодарение на помощта на поляци.
След встъпването на Червената армия Полански се връща в Краков. През последните дни от войната се укрива в скривалище. Няколко месеца по-късно намира вуйчо си, а след това и баща си. В Краков се връща през 1945 г. Заради Ванда Зайончковска, за която се жени година по-късно, бащата сменя името на Ришард Полански. След освобождението отношенията между сина и бащата се влошават. Мойжеш започва връзка с друга жена, която не иска Роман да бъде част от техния нов живот. Полански напомня, че като дете обичащо най-много на света своята майка, не може да прости на баща си, че така бързо загърбва траура; в неговите очи това било предателство. От този момент живеят отделно – баща му осигурява на Роман пари, за да се издържа, жилище и учител, който да му помогне да навакса изпуснатото.
Момчето учи в художествено училище, занимава се също със спорт, но най-много се интересува от актьорство и филми. По време на войната гледа филми през пролука в стената. Това изкуство го впечатлява до степен, в която пожелава да стане режисьор. Не обича да ходи на училище и не се тревожи за оценките. Както по-късно си спомня: „Винаги бях с най-лошите оценки, но учителите ме пускаха, тъй като смятаха, че съм талантлив“. Обожава скаутсвото, в което благодарение на театралните си умения буди възхищението и уважението на своите връстници.

## Кариера
Роман Полански започва през 50-те години на 20 век кариерата си в Полша като актьор, а режисьорският му дебют е през 1955 г. През 1961 г. се премества във Франция, а през 1968 г. – в САЩ. По-късно се завръща в Европа.
Когато е на 13 години посещава радио. Работещата там Мария Билижанка, вземайки го най-много за седемгодишен, заради ниския му ръст, започва да го разпитва за неговите интереси. Тогава отговаря, че според него децата, които озвучават радио предаванията звучат изкуствено и представя подготвен монолог – монолог на възрастен човек със селски акцент. Билижанка остава очарована – така Полански получава своята първа работа. Мария Билижанка го включва в пиесата „Wesoła gromadka“, а след това в „Syn pułku“. В последната пиеса изиграва два пъти по-младо от него момче. Благодарение на тази роля привлича вниманието на студентите от лодзкото филмово училище, измежду които и Анджей Вайда, който решава да повери на Полански ролята на Мундек, младия хулиган, в своя дебют „Поколение“. С всяка изминала роля Полански печели все по-голямо признание сред театралното общество.
Актьорските училища в Краков и Варшава обаче не искат да го приемат, понеже бащата на Полански притежава малко предприятие, а предприемачите по това време са възприемани като класов враг. „Няма много мъжки роли като за вашата фигура“ – така изпитната комисия аргументира своя отказ. През 1954 г. кандидатства в лодзката филмова школа. Там получава техническа подготовка. По време на следването си заснема късометражните филми:
- „Rower“ (1955)
- „Morderstwo“ (1957)
- „Uśmiech zębiczny“ (1957)
- „Rozbijemy zabawę“ (1957)
- „Dwaj ludzie z szafą“ (1958)
- „Gdy spadają anioły“ (1959)
- „Lampa“ (1959)
- „Ssaki“ (1961)
- „Le gros et le maigre“ (1961)
- „La Rivière de Diamants“, сегмент от „Les plus belles escroqueries du monde“ (1964)
- „Cinéma erotique“ сегмент от „Всекиму своето кино“ (2007)
- „A Therapy“ (2012)

Първият пълнометражен филм на Полански е „Нож във водата“ (Nóż w wodzie), от 1962 г., за който получава номинация за Оскар. След неговия успех реализира своята мечта да замине на Запад. Първоначално живее във Франция, а след това във Великобритания, където реализира филмите „Отвращение“ (Wstręt) с Катрин Деньов и „Задънена улица“ (Cul-de-sac), през този период си сътрудничи с Жерар Браш, с когото написва също така сценария за „Танцът на вампирите“ (Dance of the Vampires). През 1968 г. заминава за Холивуд, където реализира „Бебето на Розмари“ (Rosemary's Baby), който получава 2 номиции за Оскар и един признат.
Шест години по-късно Роман Полански заснема „Китайски квартал“ (Chinatown) с Джак Никълсън в главната роля. Филмът става голям хит, получава 11 номинации за Оскар (получава 1 – за сценарий) и 7 номинации за Златен глобус (4 спечелени – за най-добър филм, режисьор, сценарий и мъжка роля). „Китайски квартал“ получава всеобщо признание от критиците и обществеността. Филмът е смятан за едно от най-великите дела в кино историята. След завръщането си от Европа Полански заснема филма „Тес“ (Tess), който получава три Оскара, Златен глобус за най-добър чуждестранен филм и три награди „Сезар“, сред които за най-добър филм.
Следващият филм на Полански, който получава награда, е „Пианистът“. Филмът печели Златна палма на Фестивала в Кан, 7 награди Сезар (награди на Френската филмова академия) и 3 Оскара (най-добър режисьор, сценарий и мъжка роля). От 1997 до 2013 г. Роман Полански упражнява режисьорска опека над музикалната версия на „Танцът на вампирите“ (през този период си сътрудничи с Йежи Йешке). През 2000 г. е отличен с доктор хонорис кауза на Държавното висше филмово, телевизионно и театрално училище „Лѐон Шилер“ в Лодз.
През 2005 г. е отличен от културния министър Валдемар Домбровски със Златен медал За заслуги в културата „Gloria Artis“. През същата година излиза поредният филм на Полански, базиран върху роман на Чарлс Дикенс „Оливър Туист“, с Бен Кингсли в една от главните роли. Образът е номиниран за награда на Европейската филмова академия. През 2007 г. заснема късометражния филм „Cinéma erotique“ сегмент от „Всекиму своето кино“, създаден за Кинофестивала в Кан по повод неговата 60-а годишнина, като е съставен от 34 няколкоминутни филма на различни известни режисьори, обединени от общия мотив за киното и киносалоните. През 2008 г. е световната премиера на документалния филм за режисьора: „Роман Полански: издирван и желан“.
През 2010 г. излиза филмът „Писател в сянка“, за който Полански получава Сребърна мечка на Международния филмов фестивал в Берлин, както и 6 награди на Европейската филмова академия – сред които за най-добър филм, режисьор и сценарий. За същия образ Полански получава две отличия на Френската филмова академия, Сезар за най-добър режисьор и сценарий.
По време на 36-ия Фестивал на полските филми в Гдиня е удостоен с наградата Платинен лъв за цялостно творчество.
През 2011 г. е премиерата на следващия филм на режисьора, комедията „Касапница“, базирана на пиесата „Божествата на касапите“ с автор Ясмина Реза. Роман Полански събира плеяда от звезди: Джоди Фостър, Кейт Уинслет и Кристоф Валц. Филмът получава награда за най-добър сценарий, номиниран е за Европейската филмова награда, Златен глобус и награди на Филмовия фестивал във Венеция.
През 2012 г. по молба на Прада режисира късометражен филм под името „Терапия“. В него се появяват Хелена Бонам Картър и Бен Кингсли. Продукцията за пръв път е представена на Международния фестивал в Кан.
През 2013 г. е един от почетните гости на 38-ия Филмов фестивал в Гдиня. През същата година е премиерата на поредния филм на режисьора „Венера в кожи“. Възниква въз основа на романа на Леополд фон Захер-Мазох със същото име. Във филма участват Еманюел Сене и Матю Амалрик. Снимките са заснети в Париж. Филмът е отличен с награда Сезар в категорията за най-добър режисьор и е номиниран за наградите: Златна палма и Давид на Донатело.
В средата на 2014 г. започва да работи върху филм с работното заглавие „Д.“. Филмът трябва да разказва за най-големия политически скандал на XIX в. във Франция – делото „Драйфус“. През 2015 г. Полански е един от почетните гости на Международния фестивал на независимото кино Off Camera в Краков. По време на този фестивал получава наградата Pod prąd, която се присъжда на личности с особен принос към независимото кино. Полански има своето място и на Алеята на славата.
През май 2016 г. по време на 9-ия Фестивал на филмовата музика в Краков е отличен с медал 50-годишнина на Асоциацията на полските кинематографи. През юли обявява начало на работата върху филм със заглавие „Истинска история“ по роман на Делфин дьо Виган.

## Личен живот

### Обвинение в сексуално престъпление
През 1977 г. Полански, тогава 44-годишен, бива замесен в скандал, включващ 13-годишната Саманта Гейли (сега известна като Саманта Гаймър). Това в крайна сметка довежда до признаване за виновен по правните обвинения от страна на Полански за незаконни сексуални контакти с непълнолетна. 
Според Гаймър Полански попитал майката на Гаймър дали може да заснеме момичето за френското издание на Vogue, на което Полански бил поканен като гост-редактор. Майката дала разрешение за снимките. Според Гаймър в интервю от 2003 г.: „Всичко вървеше добре и тогава той ме помоли да се преоблека, добре, но пред него.“ Гаймър добавя: „Това не беше наред и аз не исках да се върна за втора фотосесия.“
Гаймър по-късно се съгласява на втора сесия, която се състои на 10 март 1977 г. в Мълхоланд – дома на актьора Джак Никълсън в Лос Анджелис. „Направихме снимки с мен, пиейки шампанско“, казва Гаймър и допълва: „Към края стана малко страшно и аз разбрах, че той е имал други намерения и знаех, че не съм където трябва. Но просто не знаех точно как да се измъкна от там.“ Тя припомня, в интервю от 2003 г., че е започнала да се чувства неудобно, след като той я помолил да лежат на едно легло и как тя се опитала да отклони това. „Аз казах: „Не, не. Аз не искам да отида там. Не, аз не искам да правя това. Не!“ и друго не знаех какво да направя тогава“, казва Саманта Гаймър.
Гаймър свидетелства, че Полански извършва различни сексуални действия с нея, след като ѝ дава комбинация от шампанско и метаквалон.

#### Обвинения и пледиране за виновен
Първоначално Полански е обвинен в изнасилване след употреба на наркотици, плюс перверзия, содомия, похотливост и сладострастен акт с дете под 14 години, както и даване на контролирано като разпространение и продажба вещество (methaqualone) на непълнолетна. Тези обвинения са отпаднали при условията на сделката, която Полански прави, за да се признае виновен – в по-малко обвинение за осъществяване на незаконни сексуални контакти с непълнолетна.
След признаването на вината, съгласно посочените по-горе документи, съдът взима решение Полански да съобщи за 90-дневна психиатрична оценка от държавен затвор, но му предоставя престой от деветдесет дни, за да му позволи да завърши настоящия му проект. Съгласно условията, определени от съда, на него му е разрешено да пътува в чужбина. Полански пътува до Франция, заснема филм, после се връща в Калифорния и остава в щатския затвор Чино за оценявания период за създаването на доклад и бива освободен след 42 дни. След като става ясно, че съдията няма да му даде пробация, въпреки оценката на затвора в Чино, на 1 февруари 1978 г. Полански бяга в Лондон, където поддържа статут на постоянно пребиваване. Един ден по-късно пътува към Франция, където е заемал гражданство, избягвайки така риска от екстрадиране от страна на САЩ през Великобритания. В съответствие с договор за екстрадиция със Съединените щати Франция може да откаже да екстрадира свои граждани. Искането за екстрадиране, подадено от служители на САЩ по-късно, е отказано. Макар че правителството на САЩ може да поиска Полански да бъде съден по калифорнийкото обвинение от френски власти.
Полански никога не се е завръща в Англия, а по-късно продава дома си там in absentia. Съединените щати все още могат да поискат арест и екстрадиция на Полански от други страни, но Полански избягва посещения в страни, които могат да го екстрадират (като Обединеното кралство) и най-вече пътува и работи във Франция, Германия, Чехословакия и Полша.
През 2008 г. документален филм върху резултатите от инцидента, наречен „Роман Полански: издирван и желан“, има премиера в Сънданс Филм Фест. След преглед на филма адвокатът на Полански Дъглас Далтон се свързва с офиса на Окръжната прокуратура в Лос Анджелис относно ролята на прокурор Дейвид Уелс в тренирането на съдия Ритенбанд. Въз основа на изявленията на Уелс, включени във филма, Полански и Далтон търсят преразглеждане дали прокурорът е действал неправомерно и се е ангажирал в злоупотреби, които пречат в работата на съдебния процес. 
През декември 2008 г. адвокат на Полански в Съединените щати подава молба до съдия Дейвид С. Уесли да отхвърли случая въз основа на съдебни и прокурорски нарушения. В подадената молба се казва, че съдията Ритенбанд (сега покойник) е нарушил сделката за признаване на виновен чрез запазване на общуване по случая със заместник-областния прокурор, който обаче не е участвал. Тези дейности са изобразени в „Роман Полански: издирван и желан“. 
През януари 2009 г. адвокатът на Полански подава ново искане за отхвърляне на случая и за прехвърляне извън окръг Лос Анджелис, тъй като в Лос Анджелис съдилища изискват от него да се яви пред съда за осъждане или оправдаване, а Полански няма намерение да се яви. През февруари 2009 г. молбата е временно отхвърлена от съдия Питър Еспиноза, който каза, че той ще направи заключение, ако Полански се яви в съда.
През същия месец Саманта Гаймър подава молба за снемане на обвиненията срещу Полански и за освобождаване от съда, казвайки, че десетилетията на публичност, както и фокусът на прокурора за сензационни подробности, продължават да нараняват нея и семейството ѝ. 

#### Арест в Цюрих
На 26 септември 2009 г. Полански е арестуван от швейцарската полиция на цюрихското летище във връзка със заповед за арест от 1978 г. в САЩ, докато се е опитвал да влезе в Швейцария. Полански се е надявал да присъства на Филмовия фестивал в Цюрих, за да получи награда за цялостен принос.  Арестът последва искане от страна на Съединените щати към Швейцария, която да залови Полански. Следователите от САЩ са научили за планираното от него пътуване няколко дни по-рано – достатъчно време, за да преговарят с швейцарските власти и да се положат основите на арестуването му. Съединените щати са правили опити за арестуването му в световен мащаб и за неговата екстрадиция от 2005 г. насам. Въпреки че е имало заповед за задържане от страна на САЩ за него от 1978 г., международна заповед за арест е издадена едва през 2005 година. Съединените щати трябва да направят официално искане за екстрадиране в рамките на 40 дни, за да бъде Полански екстрадиран и изправен пред съда. 
Швейцарското правосъдно министерство заявява, че Полански е под „временното задържане.“ Заповед за арест и екстрадиция в САЩ може да бъде предмет на съдебен контрол от страна на Федералния наказателен съд (Bundesstrafgericht) и след това на Федералния върховния съд (Bundesgericht), според говорителя на министерството. 
Полският министър на външните работи Радослав Сикорски обявява, че може да поиска помилване на Полански от президента на САЩ Барак Обама. Френският външен министър Бернар Кушнер заявява, че е помолил от своите швейцарски колеги да се гарантира, че правата на Полански са напълно спазени и че „благоприятно решение“ ще бъде бързо намерено. 
На 25 ноември 2009 г. на Роман Полански е променена мярката за неотклонение от „задържане под стража“ в „домашен арест“. Швейцарският съд иска гаранция от 4,5 милиона долара за неотклонението от правосъдие на Полански.
На 12 юли 2010 г. Полански е освободен от домашния арест.

## Филмография

### Като режисьор
| година | филм                | оригинално заглавие    | бележки |
| ------ | ------------------- | ---------------------- | ------- |
| 1962   | Нож във водата      | Nóz w wodzie           |         |
| 1965   | Отвращение          | Repulsion              |         |
| 1966   | Задънена улица      | Cul-de-sac             |         |
| 1967   | Танцът на вампирите | Dance of the Vampires  |         |
| 1968   | Бебето на Розмари   | Rosemary's Baby        |         |
| 1971   | Макбет              | The Tragedy of Macbeth |         |
| 1972   | Какво?              | Che?                   |         |
| 1974   | Китайски квартал    | Chinatown              |         |
| 1976   | Наемателят          | Le locataire           |         |
| 1979   | Тес                 | Tess                   |         |
| 1986   | Пирати              | Pirates                |         |
| 1988   | Безумецът           | Frantic                |         |
| 1992   | Горчива луна        | Bitter Moon            |         |
| 1994   | Смъртта и момичето  | Death and the Maiden   |         |
| 1999   | Деветата порта      | The Ninth Gate         |         |
| 2002   | Пианистът           | The Pianist            |         |
| 2005   | Оливър Туист        | Oliver Twist           |         |
| 2010   | Писател в сянка     | The Ghost Writer       |         |
| 2011   | Касапница           | Carnage                |         |
| 2013   | Венера в кожи       | La Vénus à la fourrure |         |
| 2017   |                     | Based on a True Story  |         |
| 2019   | Офицер и шпионин    | An Officer and a Spy   |         |

#### Късометражни филми
- „Rower“ (1955)
- „Morderstwo“ (1957)
- „Uśmiech zębiczny“ (1957)
- „Rozbijemy zabawę“ (1957)
- „Dwaj ludzie z szafą“ (1958)
- „Gdy spadają anioły“ (1959)
- „Lampa“ (1959)
- „Ssaki“ (1961)
- „Le gros et le maigre“ (1961)
- „La Rivière de Diamants“, сегмент от „Les plus belles escroqueries du monde“ (1964)
- „Cinéma erotique“ сегмент от „Всекиму своето кино“ (2007)
- „A Therapy“ (2012)

### Като актьор
- „Летящата“ („Lotna“, 1959)
- „Невинни чародеи“ („Niewinni czarodzieje“, 1960)
- „Китайски квартал“ („Chinatown“, 1974)
- „Наемателят“ („Le Locataire“, 1976)
- „Деветата порта“ („The Ninth Gate“, 1999)
- „Отмъщението“ („Zemsta“, 2002)